# Roman Tam
Roman Tam (Kanton, 12 februari 1945 - Hongkong, 18 oktober 2002) (jiaxiang: Guangxi, Guigang, Guiping) was een Hongkongs zanger. Hij trad op onder de Chinese naam Law Man en de Engels naam Roman. Zijn echte naam was Tam Pak-Sin 谭百先. Zijn nickname was Law Kee 蘿記. Behalve zingen heeft hij van 1994 tot 1996 in televisieseries gespeeld.
Tam had veel leerlingen, onder andere Joey Yung, Ekin Cheng en Shirley Kwan.
Hij overleed in 2002 op 57-jarige leeftijd door leverkanker. Op zijn begrafenis waren veel vrienden en bekende Hongkongse sterren aanwezig.
- International Standard Name Identifier: 0000 0000 8040 4152
- Library of Congress Control Number: no2009201084
- MusicBrainz: 3ac59c53-a679-49c0-9904-ef9df0e4e93b
- Virtual International Authority File: 103580696